# Jeff McInnis
Pour les articles homonymes, voir McInnis.
Jeff Lemans McInnis, né le 22 octobre 1974 à Charlotte en Caroline du Nord, est un ancien joueur américain de basket-ball.

## Biographie
Il est choisi en 37e position par les Nuggets de Denver lors de la draft 1996 de la NBA.